# Guyang
Guyang är ett härad som lyder under Baotous stad på prefekturnivå i den autonoma regionen Inre Mongoliet i norra Kina,  omkring 130 kilometer väster om regionhuvudstaden Hohhot. 